# Пољски племић
Пољски племић (енгл. A Polish Nobleman; хол. Een poolse edelman; рус. Портрет польского дворянина) је Рембрантова слика из 1637. која приказује човека у ношњи пољског шљахта. Идентитет субјекта са слике је нејасан и изазвао је више различитих тумачења. Мишљење да је одећа мушкарца очигледно пољска није универзално прихваћено, и могуће је да је у питању аутопортрет.
Слика је неколико пута мењала власнике, а њени бивши власници били су Катарина II Велика и Ендрју Мелон. Тренутно се налази у Националној галерији уметности у Вашингтону.

## Слика

### Опис
Слика Пољски племић има димензије 96.7 cm × 96.7 cm. Портрет приказује мушкарца, за кога неки процењују да има 45 година. Портретисани мушкарац стоји окренут удесно од гледаоца, гледајући посматрача заповедничким изразом лица. У подигнутој десној руци држи палицу са златним врхом. Има густе бркове и носи високу крзнену капу на којој се налази златни ланац са драгим камењем и грбом у средини. Са његовог уха виси велика бисерна минђуша у крушкастог облика са златним привеском. Носи огртач црвенкасто-смеђе боје са широким крзненим оковратником и преко њега, масиван златни ланац са богатим привеском, који му виси на десном рамену. Пуно светло с леве стране пада на десну страну његовог лица. Позадина слике је смеђкасто-сива.
Слика је рађена у техници уље на панелу и има подлогу од две боје. За основну подлогу је коришћена бела боја преко које је у тањем слоју нанета окер боја. Боја пасте средње дебљине нанета је сувом четком, стварајући текстурирану површину са дебелим импасто акцентима на накиту и штапу. Танка подлога се види између широких, непрозирних потеза четке и уклопљена је у структуру огртача. Крзнена длака је брзо насликана широком четком, а капа је урезана тупим крајем четке што открива слој подлоге. Глазура је минимална и углавном примењена у тамним сенкама лица и руке.

### Анализа
Ово дело је од стране неких критичара означено као трони, слика са преувеличаним изразом лица или карактера у костиму. На пример, Мелиса Персивал примећује да на овој слици гледалац може приметити екстравагантан крзнени огртач, искривљену капу, чупаве бркове и сличну параферналију, „дајући утисак да слику не треба схватити превише озбиљно”.
Више од једног века научници покушавају да схвате ко је приказан на овој слици. Ранији предлози да је модел био Јан III Собјески (који је имао осам година 1637) или Стефан Батори (који је умро 1586) су дискредитовани. Према Откару Одложилику, иако човек на слици јасно носи пољску одећу, није сигурно ко је он, нити да ли је Пољак. Одложиликова истраживања на ову тему сугерисала су да је на слици можда Анджеја Реја, пољски племић и дипломата тог доба који је путовао кроз Амстердам, где је Рембрант радио у време када је слика створена. Ипак, без докумената из тог времена који то јасно потврђују, како је Одложилик приметио, можда никада неће бити са сигурношћу познато ко је заиста мушкарац са слике.
Пишући 1963. године, Одложилик је закључио да је већина научника сагласна да је Рембрант приказао правог пољског племића. Цитирао је истраживање Курта Баука који је сугерисао да је можда Рембрантов брат Адријан био тај који је моделовао за слику, али је то оценио као мало вероватно. Од објављивања његовог закључка појавили су се другачији ставови. Године 1979. историчар уметности Кенет Кларк изнео је мишљење да је то био аутопортрет, идеализован и „обучен у отмену одећу“. Волтер Лиедке из Метрополитен музеја уметности, пишући 2001. године, идентификовао је капу као руску, а Маријеке де Винкел је 2006. године тврдила да „...човек не може бити идентификован као Пољак већ као московски бојар”. Вебсајт Националне галерије наводи да „вероватно није портрет одређене особе”, али примећује велику сличност са самим Рембрантом и сугерише да може бити аутопортрет. Један приговор на његову класификацију као аутопортрета, да су образи субјекта превише изражени, решен је рендгенском анализом која је показала да је Рембрант модификовао слику током њеног стварања.
Марчин Латка тврди на свом блогу Art in Poland да слика приказује Јана Станислава Јаблоновског који је био маршал ванредног Сејма 1637. године. Маршали су користили штап као онај на слици за одржавање реда. Не постоји друга слика Јана Станислава Јаблоновског, али постоје слике његовог сина Станислава Јана Јаблоновског које имају велику сличност са човеком са Рембрантове слике.

### Испитивање и конзервација
Испитивања слике показала су да је настала на панелу од храста, и да дендрохронологија датира сечу дрвета око 1633. године. Пре конзервације, слика је имала мања оштећења уз ивице и на лицу модела. Такође, постојали су мали расцепи панела. Године 1985. извршена је конзервација ради уклањања старог лака и промене боје. Том приликом Одељење за научна истраживања Националне галерије анализирало је пигменте, коришћењем микроскопије поларизоване светлости, дифракције рендгенских зрака, рендгенске флуоресцентне спектроскопије и попречних пресека. Анализе су показале блаже варијације у промени боје позадине десно од модела су настале због поновног сликања лица. X-зраци такође показују да су доњи део главе и положај руке били измењени. Палац је некада био нагнут више надоле, а кажипрст више закривљен, што је одговарало држању штапа у његовом почетном положају. Када је штап подешен у усправнији положај, био је дужи него сада. Његов ранији облик је видљив кроз сиву боју позадине. Бисерна кап са капе и минђуша са левог уха су избрисане. 

## Историја и провенијенција
Рембрант  је слику насликао 1637. године у техници уље на панелу. Није јој доделио званични назив. Тренутни назив је најновији и широко прихваћен. Претходни и алтернативни називи укључују Портрет славенског принца, Портрет Турчина и Човек у руском костиму. Њена аутентичност је поткрепљена анализом дрвеног панела, која је показала да је дрво исечено са стабла обореног око 1635. године и да је такође коришћено за слику Речни пејзаж са рушевинама (1650). Слика је рестаурирана 1985. године и рендгенски снимана.
Први власник или власници слике нису јасни, али можда је била у власништву извесног Хармана ван Свелеа. Потом ју је 1765. године купио Филип Верхел за део обимне колекције Јохана Карла Филипа фон Кобенцла, крањског племића који је служио као опуномоћеник Марије Терезије у Аустријској Холандији. Након Кобенцловог банкрота, слику је купила Катарина II Велика 1768. године и држала ју је у Музеју Ермитаж у Санкт Петербургу.
Крајем 1920-их, совјетској влади су хитно била потребне девизе за финансирање брзе индустријализације Русије. Влада је већ распродала колекције накита, намештаја и икона заплењене од руског племства, богатих слојева и цркве. Фебруара 1928. године Државном музеју Ермитаж у Лењинграду, заједно са Руским музејом, наређено је да направи списак уметничких дела у вредности од најмање два милиона рубаља, за извоз. У оквиру Наркомпроса (Народног комесаријата просвете) створена је посебна агенција под називом Антикваријат која је отворила канцеларију у Лењинграду да надгледа продају. Ермитажу је наложено да прода 250 слика за најмање 5000 рубаља сваку, плус гравуре и бројна златна блага из древне Скитије. Међу изабраним делима за продају нашла се и слика Пољски племић. Године 1931. слику је купио  Ендрју Мелон, а Меллон Труст дао Националној галерији уметности у Вашингтону 1937. године. Слика је била једно од бројних уметничких дела које је Мелон купио од Ермитажа током 1930-их. Он је неколико година негирао да је ове куповине обавио, пошто су САД биле у великој депресији, због чега би аквизиције изгледале екстравагантно , и у супротности са совјетском владом. Купљена уметничка дела су неко време биле депоноване у затвореном делу Галерије уметности Коркоран у Вашингтону.

## Историја изложбеног приказивања
- 1964. Рембрант у Националној галерији уметности [Обележавање тристогодишњице од смрти уметника], Национална галерија уметности, Вашингтон.[22]